# Janet Porter
Janet L. Folger Porter (née le 13 octobre 1962) est une militante américaine, fondatrice et présidente du groupe Faith2Action. Elle est connue pour son activisme anti-avortement. Elle est aussi connue pour un article écrit sur le site WorldNetDaily depuis 2007, dans lequel elle défend les théories du complot sur Barack Obama, affirmant notamment qu'il n'est pas citoyen américain.

## Activisme anti-avortement
Les tentatives de Porter pour faire adopter des projets de loi interdisant l'avortement en présence de rythme cardiaque fœtal dans les assemblées législatives des États américains l'amène à être décrite comme "à bien des égards la marraine du mouvement des battements cardiaques". Avant de fonder Faith2Action en 2003, elle est la directrice législative d'Ohio Right to Life pendant neuf ans (de 1988 à 1997,). Pour l'Ohio Right to Life, elle aide à faire pression pour la première loi d'interdiction d'interruption médicale de grossesse aux États-Unis, qui a ensuite été confirmée par la Cour suprême. Elle a ensuite été directrice nationale du Center for Reclaiming America de septembre 1997 à 2002. Elle a dit qu'elle avait rejoint l'association parce qu'elle voulait se consacrer à d'autres problématiques que seulement l'avortement. Au Centre, elle mène une campagne promouvant l’idée que l’homosexualité est un choix individuel. En 2011, elle montre et fait écouter le "témoignage" d'un fœtus lors d'audiences législatives sur un projet de loi d'interdiction d'avortements en présence de battements de cœur en projetant une imagerie ultrasonore sur un écran devant des législateurs.

## Émission de radio Faith2Action
Porter anime une émission de radio appelée Faith2Action jusqu'à sa suppression en 2010. VCY America, la société mère de l’émission, annoncé la suppression de l’émission parce que Porter y exprimait des points de vue trop similaires à la théologie dominioniste (méthode d'influence ou de contrôle du pouvoir par l'action politique pratiquée par des protestants conservateurs) en tant qu’animatrice. La semaine suivante, elle a publié un article dans un blog dans lequel elle nie avoir soutenu la théologie dominioniste.

## Aspirations politiques
En 2016, Porter se présente sans succès contre Larry Obhof lors de la primaire républicaine dans le 22e district du Sénat de l'Ohio. En tant que candidate, elle reproche à ses opposants républicains de ne pas soutenir ses projets de loi sur l'interdiction de l'avortement en présence de rythme cardiaque fœtal,. Sa campagne pour le siège de sénateur d'Obhof est soutenue par Mike Huckabee. Dans une vidéo de février 2016, Huckabee annonce qu'il soutient Porter parce qu'elle se bat « pour la foi, la famille et la liberté ».
En 2017, elle sert de porte-parole de Roy Moore lors de sa campagne pour l'élection sénatoriale partielle en Alabama en 2017, attirant l'attention des médias pour son refus répété de répondre à des questions directes sur les convictions publiques du candidat,.